# تاكيو يوشيكاوا
تاكيو يوشيكاوا (باليابانية: 吉川猛夫؛ بالكانا: よしかわ たけお) هو عسكري وجاسوس ياباني، ولد في 7 مارس 1914 في ماتسوياما في اليابان، وتوفي في 20 فبراير 1993.